# Налог на заработную плату
Налог на доходы физических лиц — налог, который платят работники. Как правило, он рассчитывается как процент от заработной платы работника.

## В России
В России налог на зарплату представлен налогом на доходы физических лиц (НДФЛ), составляющим 13 %.
Кроме непосредственного налога на зарплату, в России существуют обязательные страховые выплаты(ЕСН) в фонды, осуществляемые за счет средств работника начисленных работадателем в фонд оплаты труда(ФОТ) работника, в предприятиях, выживающих за счет прибыли (т.к. прибыль генерируют именно эксплуатируемые работники) и за счет местных и федеральных бюджетных фондов, в виде трансферов и дотаций, в случае предприятий, не ориентированных на получение прибыли. Ввиду этой ключевой разницы между предприятиями ориентированными на прибыль и выживающих за счет прибыли, путем эксплуатации труда работников (юрлица с работниками и ИП с работниками, а также физлица) и предприятими не ориентированными на прибыль, меняется и точка зрения кому на самом деле принадлежат эти страховые взносы выплачиваемые из ФОТ работника его работадателем, который является для работника налоговым агентом государства. В случае предприятий выживающих за счет прибыли в рыночной экономике - они несомненно принадлежат работнику, т.к. его работадателю взять деньги на эти налоги можно только из прибыли предприятия, создаваемой работниками. В случае предприятий не ориентированных на прибыль, это уже не является по сути налогом на работника, потому что он и так получает зарплату из местных или федеральных государственных бюджетных фондов, а не из зарабатываемой самостоятельно прибыли для предприятия, в этом случае выплаты в соответствующие фонды представляют собой просто трансфер из одних бюджетных государственных фондов в другие бюджетные фонды. Именно работники  ориентированные на прибыль в предприятиях и самостоятельно (как государственные, так и частные) наполняют бюджетные фонды государства из которых идет оплата предприятий целью которых не является получение прибыли и выживание в рыночных условиях за ее счет. Иногда даже в официальных документах путают ФОТ и фонд заработной платы(ФЗП). ФЗП входит в ФОТ, как его часть. НДФЛ уплачивается из ФЗП. А ФЗП это ФОТ после уплаты ЕСН и некоторых других начислений. Росстат считает средние номинальные зарплаты в стране именно по ФЗП(т.е. до вычета НДФЛ), не учитывая в статистике отчисления ЕСН из ФОТ. В случае работников предприятий не генерирующих прибыль, это будет реальная полная номинальная зарплата. В случае предприятий ориентированных и выживающих за счет формируемой прибыли - это уже не полная номинальная зарплата работника, в ней не учитываются его реальные деньги ушедшие через работадателя налогового агента государства на ЕСН.
В медицинские (ФОМС и ТФОМС) и пенсионный (ПФР) фонды с учетом замороженной с 2014 года накопительной части пенсии, а также в фонд социального страхования (ФСС), в общей сложности составляющие в большинстве случаев 30,2 %.. Некоторые предприятия по состоянию на 2024 имеют налоговые льготы и для них ставка выплат снижена до 15%. На 2024 общая сумма налогов по максимальной ставке ЕСН, превышает 49%(ЕСН из ФОТ + НДФЛ из ФЗК) от суммы, выдаваемой работнику на руки, в случае предприятий выживающих за счет прибыли. 
На текущий момент[когда?] НДФЛ составляет от 13 % до 35 % от суммы дохода:
- По ставке 13 % облагаются:
  1. Дивиденды, полученные до 2015 года,
  2. Проценты по облигациям с ипотечным покрытием, эмитированным до 1 января 2007 г.,
  3. Доходы учредителей доверительного управления ипотечным покрытием.
- По ставке 13 % облагаются все доходы граждан РФ — налоговых резидентов, которые не облагаются по другим ставкам.
- По ставке 15 % облагаются дивиденды, полученные от российских организаций физическими лицами, которые не являются налоговыми резидентами РФ.
- По ставке 30 % облагаются все доходы граждан РФ — не налоговых резидентов, которые не облагаются по другим ставкам.
- По ставке 35 % облагаются:
  1. Любые выигрыши и призы (рекламные конкурсы, акции и т. д., что не связано с риском)
  2. Выигрыши в лотереях, тотализаторах (все, что связано с риском) - 13%
  3. Процентные доходы по вкладам в банках в части превышения установленных размеров. Для рублевых вкладов — это ставка рефинансирования ЦБ РФ плюс 5 процентных пункта, для вкладов в валюте — 9 %[5].

Для большинства граждан РФ основной ставкой НДФЛ является ставка 13 %. Это один из самых низких показателей в Европе при сравнении с максимальными ставками (в большинстве стран Европы действует т. н. прогрессивная шкала налогообложения). Но его величина может вводить в заблуждение, поскольку, как было сказано, это не единственный и не самый большой сбор с зарплаты работника.
С 2025 года вводится новая прогрессивная шкала налогообложения.
Вопреки распространённому мнению граждан России о бесплатности медицинского обслуживания, оно таковым не является - что очевидно в случае работников предприятий ориентированных на прибыль - все налоги из ФОТ берутся реально из прибыли ими же заработанной. Но что не очевидно, в случае бюджетных предприятий, не генерирующих прибыль в экономике, а работающих за счет трансферов и дотаций из местных и федеральных бюджетных фондов. В этом случае подразумевается, что лечение работников бюджетных предприятий оплачивает та часть работников, в рыночной экономике, которая реально генерирует прибыль. Ценность их услуг такова(например, учителя и преподаватели в государственных образовательных учреждениях), что это согласованная позиция на уровне всего общества. Кроме части услуг, изначально оплачивающихся из кармана на месте, оставшаяся часть оплачивается с баланса медицинских фондов. Средства работника(в случае предприятий выживающих за счет прибыли) в эти фонды перечисляются работодателем, как налоговым агентом государства и для большинства граждан страны составляют 5,1 % от уровня зарплаты. 
Отчисления на пенсии для большинства составляют 22 %. Упрощенцы и некоторые другие категории организаций платят 20 %. Причём была фактически отменена накопительная часть пенсии с 2014 года, все средства, зачисленные от работника в ПФР, сразу тратятся на пенсии. Накопления этих денег не происходит. Кроме этого на сумму пенсионных взносов организация может уменьшить налог, но не более чем на 50 %. Таким образом практически на всю сумму уменьшается налог, выплачиваемый компанией.
Фонд соцстрахования забирает 2,9 % от зарплаты (ставка отчислений в ФСС зависит от вредности производства, для офисных работников ставка равна 0,2 %, упрощенцы и некоторые другие категории организаций «платят 0 %»).
Для самозанятого населения, не производящего выплаты физическим лицам установлен относительно фиксированный размер страховых взносов на обязательное пенсионное и обязательное медицинское страхование. Доход до 300 000 рублей в год рассчитывается по формуле МРОТ х 26 % х 12. Доход свыше 300 000 рублей в год имеет прогрессивную формулу МРОТ х 26 % х 12 + 1 % от суммы > 300 тыс. рублей с максимальным значением 8 МРОТ х 26 % х 12 (1 % от суммы превышения на КБК 392 1 02 02140 06 1200 160, но не более 154 851,84 руб.).
В итоге общая сумма отчислений составляет от зарплаты работника, получаемой на руки ((1 + 0,22 + 0,051 + 0,029)/(1-0,13)-1) × 100% = 49%. Затраты предприятия на работника составляют ЗП × (1 + 0,22 + 0,051 + 0,029) = ЗП × 1,3. Доля отчислений от общей величины затрат предприятия на работника составляет (ЗП × 0,43) ÷ (ЗП × 1,3) × 100% ≈ 33%. В итоге на руки, то есть чистыми (нетто-зарплата), работник получает около 67% от общей величины затрат предприятия на оплату труда и страховые взносы в фонды по данному работнику. В случае, если годовой фонд заработной платы работника превышает облагаемую базу для страховых взносов в фонды (в 2014 году эта база составляет 624 000 рублей), наступает регресс (снижение величины эффективной ставки), поскольку с суммы, превышающей базу, предприятие выплачивает в фонды не 30%, а 10%. Соответственно эффективная ставка налогообложения в России является регрессивной (чем больше заработная плата — тем меньше налог), в отличие от многих развитых экономик, где налогообложение прогрессивное (чем больше заработная плата — тем больше налоги).
Для примерного вычисления реально заработанных денег (при размере оплаты труда в год, не превышающем облагаемую базу) можно использовать формулу (используем распространённые термины «грязная» и «чистая»):
грязная = чистая × (1 ÷ 0,87 × 1,3) = чистая × 1,49
обратно:
чистая = грязная × 0,67
Надо отметить, что для некоторых категорий граждан и некоторых отраслей есть исключения. В этих случаях налогообложение может быть ниже.

## В США

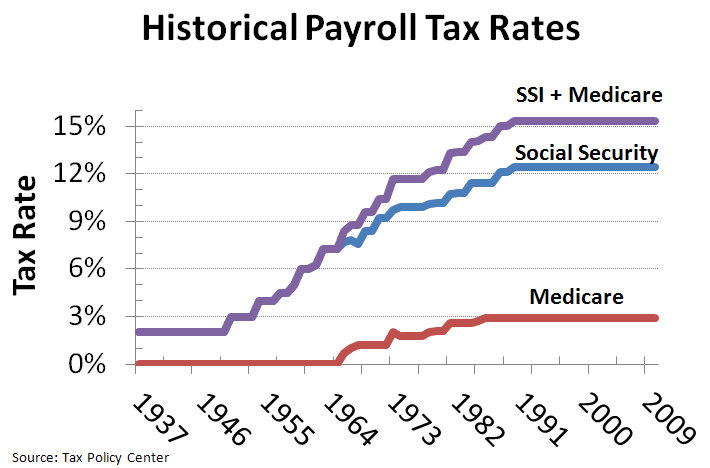
Ставки налога на заработную плату в США росли с уровня в 2% с 1937 года до более чем 15 % с 1990-х годов. С 1966 года в налог также включены отчисления Medicare.

Общая ставка налога на зарплату с 2013 года составляет 15,3 % и состоит из двух частей: 12,4 % налога «Social Security» и 2,9 % налога «Medicare». Налоги на зарплату частично удерживается работодателем перед выплатой сотруднику и частично уплачиваются самим сотрудником (могут действовать различные налоговые вычеты). Самозанятое население, получающее более 400$ в месяц самостоятельно уплачивает налог по полным ставкам вне зависимости от возраста и получения пенсионных выплат.
Предельная налогооблагаемая база — «tax max» существует на протяжении многих десятилетий. Она составляла 3 тыс. долларов (годовой зарплаты) в 1937 году и постоянно повышалась одновременно с ростом средних зарплат. В 2010—2011 годах сумма составила 106,8 тысяч (в год). С 1980-х годов лишь около 5-7 % работников получают зарплату, превышающую максимальную налогооблагаемую сумму.